# Герб Кайбицкого района
Герб Кайби́цкого муниципального района Республики Татарстан Российской Федерации.
Герб утверждён Решением № 21 представительного органа Кайбицкого муниципального района 19 декабря 2005 года.
Герб внесён в Государственный геральдический регистр Российской Федерации под регистрационном номером 2156 и в Государственный геральдический реестр Республики Татарстан под № 38.

## Описание герба
«В серебряном поле на зелёном холме дуб с золотым, расходящимся натрое стволом и зелёной листвой с золотыми желудями».

## Символика герба
В гербе отражено основное достояние Кайбицкого района — его природа. Кайбицкий район давно известен своими дубравами.
Дуб — традиционный символ долголетия, твёрдости, благородства, отваги, стойкости. Символика дуба в гербе многозначна.
Изображение дуба с тремя ветвями ствола и одной общей кроной говорит о многонациональном составе местного населения: русские, чуваши и татары мирно живут и плодотворно трудятся на Кайбицкой земле. Кроме того, крона дуба в гербе напоминает своими очертаниями карту района, придавая композиции свой особенный облик.
Основой экономики района является сельскохозяйственное производство. В гербе района это отражено с помощью цветовой гаммы: зелёным цветом, серебром и золотом.
Зелёный цвет — символ природы, здоровья, жизненного роста, возрождения.
Золото — символ урожая, богатства, стабильности, уважения.
Серебро — символ чистоты, совершенства, мира и взаимопонимания.

## История герба
Разработка герба Кайбицкого муниципального района произведена авторской группой Геральдического совета при Президенте Республики Татарстан и Союза геральдистов России в составе:
Рамиль Хайрутдинов (Казань), Радик Салихов (Казань), Ильнур Миннуллин (Казань), Константин Мочёнов (Химки), Кирилл Переходенко (Конаково), Галина Русанова (Москва).